# Nicolau de Tolentino
Nicolau de Tolentino (Sant'Angelo in Pontano, Marques, ca. 1246- Tolentino, Marques, 10 de setembre de 1305), també conegut com a Patró de les Santes Ànimes, va ser un religiós agustinià i místic italià, venerat com a sant.

## Vida
Va néixer a Sant'Angelo in Pontano (Marques). Els seus pares, Compagnone de Guarutti i Amata de Guidiani, no podien tenir fills i van pregar per un al santuari de Sant Nicolau de Bari; quan Amata va quedar prenyada, van decidir de donar el nom del sant al seu fill.
Als 18 anys, Nicolau va fer-se frare a l'Orde de Sant Agustí i va estudiar amb el beat Angelo de Scarpetti. Es feu monjo a Recanati i Macerata, i als 25 va ordenar-se prevere. Allí, va tenir visions on els àngels li deien "A Tolentino", que va interpretar com un senyal: va marxar a Tolentino el 1274, i s'hi estigué la resta de la seva vida.

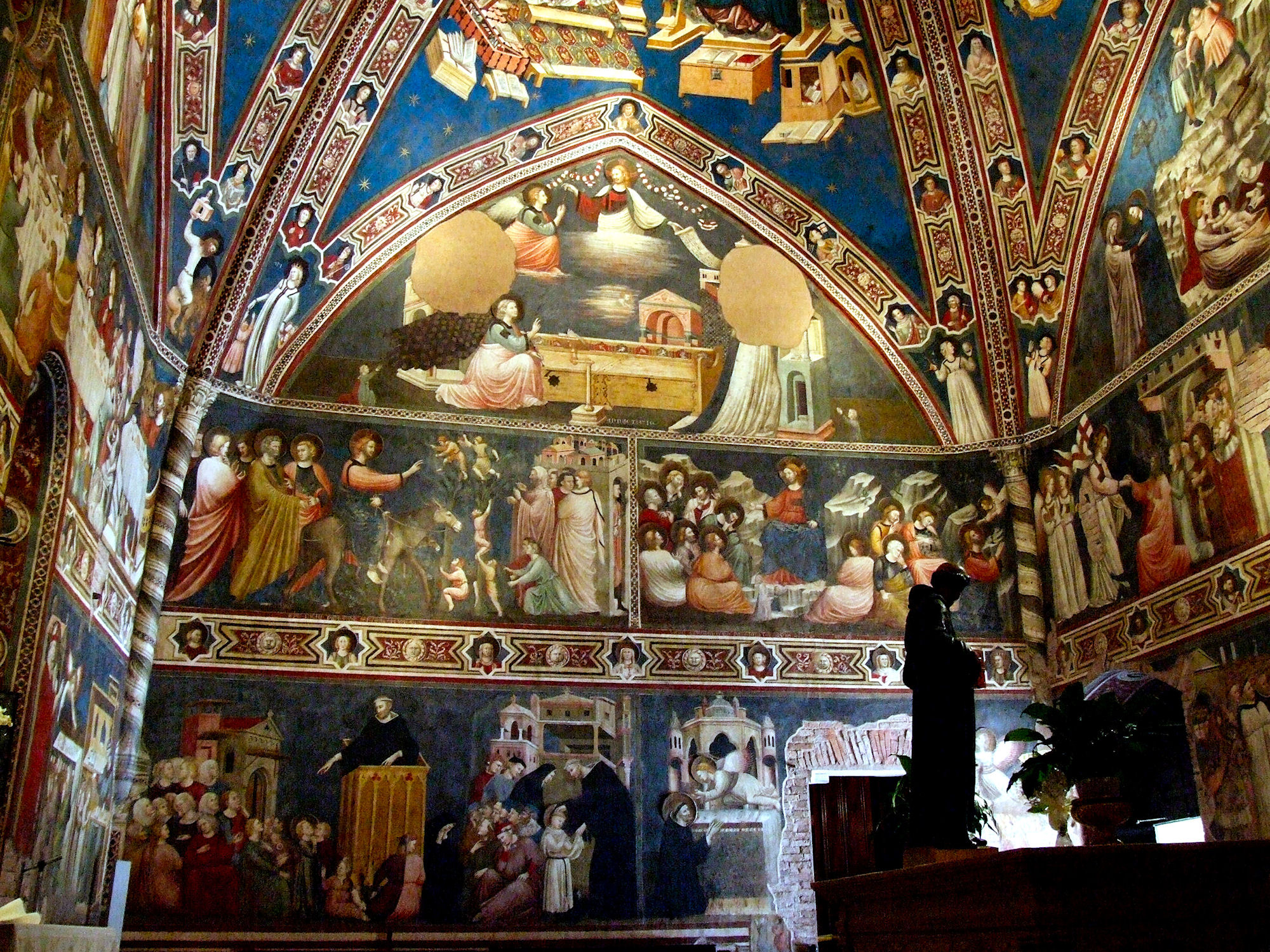
El Cappellone de la basílica de Tolentino, on és sebollit el sant.

Va posar-se malalt i va tenir una visió de la Mare de Déu i els sants Agustí d'Hipona i Santa Mònica, que li van dir que mengés un tipus de pa que havia de sucar en aigua. Aquests pans, que ell mateix després repartia durant la pregària, van dir-se pa de Sant Nicolau.
Va treballar per posar pau a la ciutat durant una guerra civil. Va predicar, guaria malalts, visitava presoners, etc. Sempre deia a aquells que ajudava "No digueu res d'això". Tenia visions, especialment de les ànimes del Purgatori; tenia una gran devoció pels que feia poc que havien mort, pregant per les seves ànimes. Era un reconegut exorcista.

## Veneració
Va morir el 1305 i va ser canonitzat per Eugeni IV el 1446, tot i que el procés s'havia iniciat en 1325. La seva festivitat és el 10 de setembre. Es considera un sant marià perquè sostenia que havia vist els àngels que transportaven la Santa Casa de Loreto el 1294.
El monestir agustí del Domus Dei de Miralles hi ha un retaules d'Antoine de Lonhy hi ha un retaules hagiogràfic dedicat a la Verge Maria a Sant Agustí i a Nicolau de Torentino

## Miracles i llegendes
Es deia que Nicolau havia ressuscitat cent nens morts, entre ells alguns d'ofegats. La llegenda deia que el diable l'havia apallissat amb un pal, que es conservava a la basílica del sant. Era vegetarià; un dia que li van servir una au rostida, va fer el senyal de la creu i l'au va reviure i marxà volant. Va aparèixer al mig d'una tempesta a nou mariners el vaixell dels quals estava a punt de naufragar i els va salvar. També va salvar, amb una aparició, el Palau Ducal de Venècia, que patia un incendi.

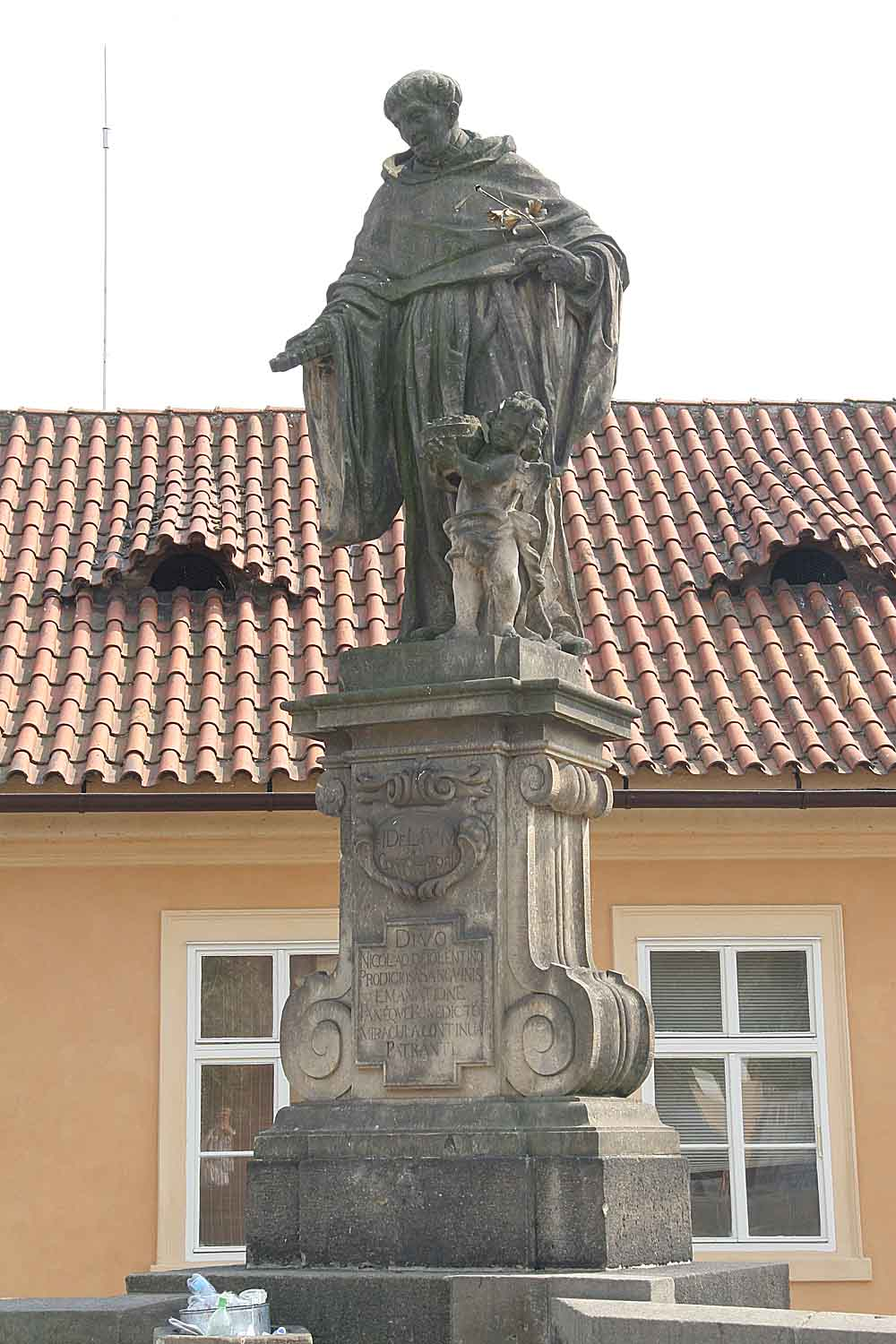
Estàtua al Pont de Carles de Praga, s. XVIII
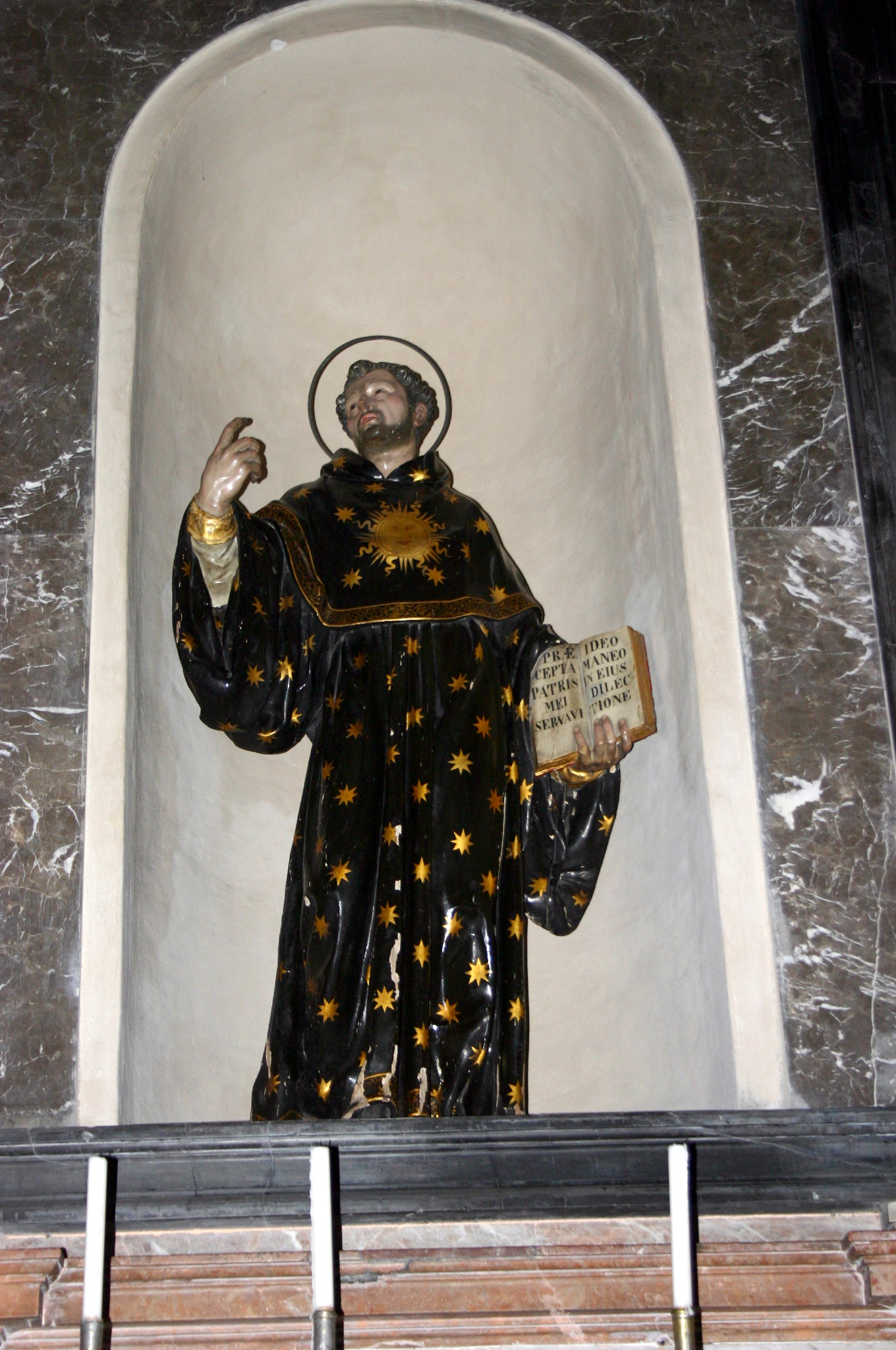
Talla del s. XVII a Santa Maria Incoronata de Milà
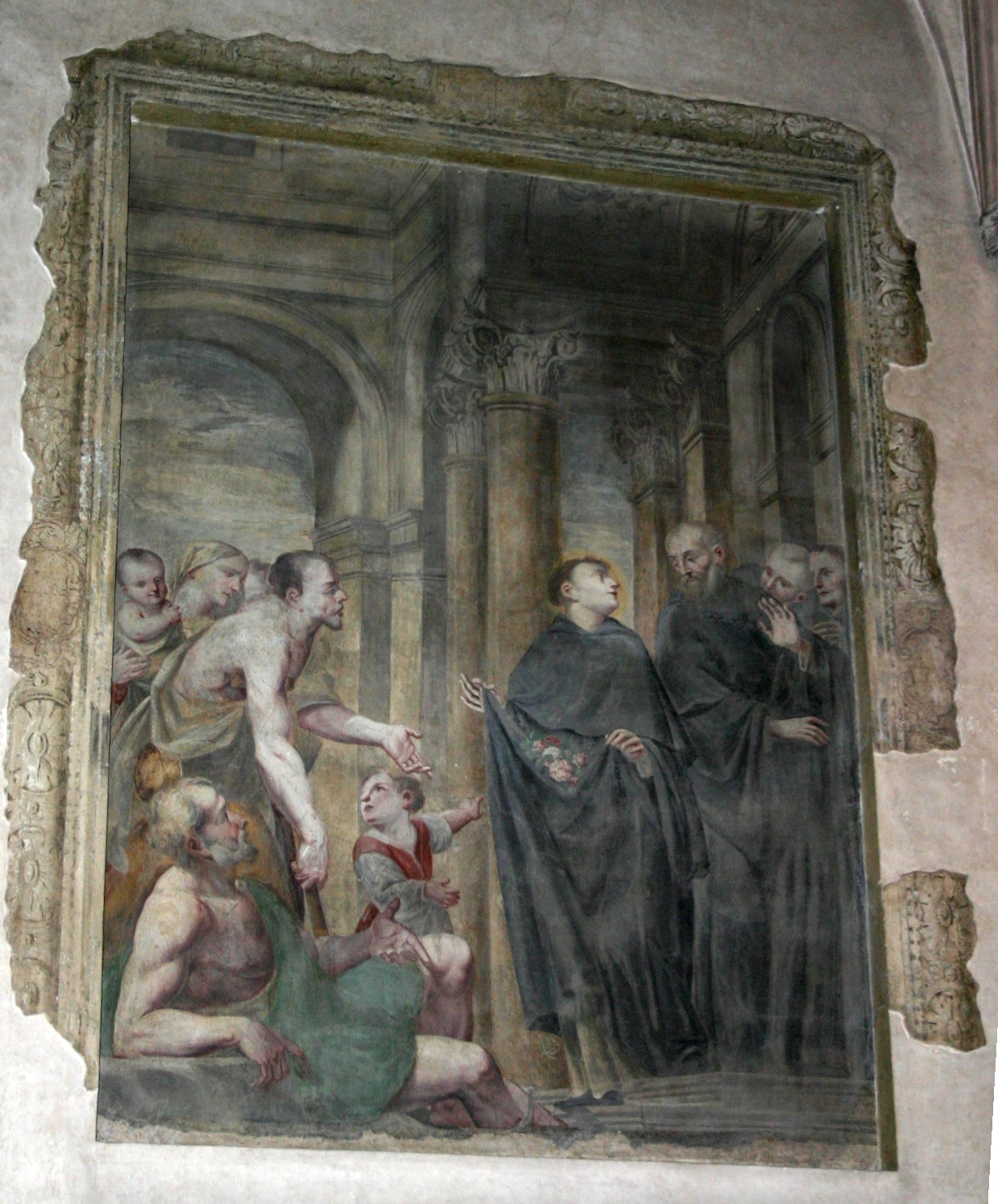
Miracle del sant, fresc del s. XVIII (Milà, S. Maria Incoronata)